# Cochleariocera
Cochleariocera is een vliegengeslacht uit de familie van de roofvliegen (Asilidae).

## Soorten
- C. neusae Artigas & Papavero, 1997